# Colomán Trabado
Colomán Trabado (Colomán Trabado Pérez; * 2. Januar 1958 in Vega de Valcarce) ist ein ehemaliger spanischer Mittelstreckenläufer, dessen Spezialstrecke die 800-Meter-Distanz war.

## Leben
Bei den Olympischen Spielen in Moskau erreichte er das Halbfinale. In der 4-mal-400-Meter-Staffel schied er mit dem spanischen Team im Vorlauf aus.
Seinen Durchbruch hatte er bei den Halleneuropameisterschaften. 1982 in Mailand gewann er Bronze, 1983 in Budapest Gold. Bei den Weltmeisterschaften 1983 in Helsinki gelangte er ins Halbfinale, bei den Mittelmeerspielen desselben Jahres holte er Bronze, und bei den Olympischen Spielen 1984 in Los Angeles kam er nicht über die Vorrunde hinaus.
Im Jahr darauf siegte er bei den Hallenweltspielen in Paris, und bei den Halleneuropameisterschaften 1986 in Madrid errang er Silber.
1988 wurde er iberoamerikanischer Meister und kam bei den Olympischen Spielen in Seoul ins Viertelfinale.
Insgesamt wurde er neunmal im Freien (1979–1982, 1984–1988) und siebenmal in der Halle (1980–1983, 1986–1988) spanischer Meister über 800 Meter. 1983 holte er den nationalen Titel über 1500 Meter.

## Persönliche Bestzeiten
- 400 m: 46,9 s, 30. Juli 1982, A Coruña
- 800 m: 1:45,15 min, 21. Juli 1984, Oslo
  - Halle: 1:46,91 min, 6. März 1983, Budapest
- 1000 m: 2:18,90 min, 4. Juni 1987, Madrid
- 1500 m: 3:39,6 min, 18. August 1982, A Coruña